# 삼일포
| 조선민주주의인민공화국의 천연기념물 | 조선민주주의인민공화국의 천연기념물 |
| ----------------------------------- | ----------------------------------- |
|                                     |                                     |
| 삼일포                              |                                     |
| 천연기념물 제 218호                 |                                     |
| 소재지                              | 강원도 고성군 삼일포리              |

삼일포(三日浦)는 조선민주주의인민공화국 강원도 고성군에 있는 호수로 관동팔경 중 하나이다.

## 지명
신라시대 효소왕 때의 국선인 영랑(永郞), 술랑(述郞), 남석랑(南石郞), 안상랑(安祥郞) 네명의 국선(四國仙)이 절경에 반해 3일 동안 머물렀기 때문에 삼일포라는 이름을 얻었다고 한다. 삼일포(三日浦)의 남쪽 산봉우리 절벽에 신라의 화랑들이 새겼다고 하는 ‘술랑도 남석행(述郞徒南石行)’이라는 여섯 글자가 있다.

## 출전
- 김홍도의 《해동명산도》 중에 그린 삼일포가 전해 내려온다. (국립중앙박물관)
- 남효온의 《유금강산기》(遊金剛山記), 중 삼일포
- 이유원의 《임하필기》(林下筆記) 13권 삼일포
- 《정조실록》 1796년 정조 20년 11월 25일 중 제주 기생 만덕의 내용[3]

## 같이 보기
- 삼일포역
- 내금강
- 관동팔경